# 卡尔斯鲁厄县
卡尔斯鲁厄县（Landkreis Karlsruhe）是德国巴登-符腾堡州的一个县，隶属于卡尔斯鲁厄行政区，首府卡尔斯鲁厄。

## 地理
卡尔斯鲁厄县北面与莱茵-内卡尔县，东面与海尔布隆县，东南面与恩茨县，南面与卡尔夫县和拉施塔特县相邻，西面依莱茵河与莱茵兰-普法尔茨州为界，与该州的莱茵-普法尔茨县、格默斯海姆县和施派尔直辖市接壤。巴登-符腾堡州的直辖市卡尔斯鲁厄市位于卡尔斯鲁厄县境内。